# Fe de etarras
Fe de etarras és una comèdia negra espanyola sobre un comando de la ETA mentre es prepara per perpetrar un atac terrorista a Espanya. La pel·lícula es va publicar mundialment el 12 d'octubre de 2017 a la plataforma Netflix.

## Repartiment
- Javier Cámara com Martín
- Julián López com Pernando
- Miren Ibarguren com Ainara
- Gorka Otxoa com Álex
- Ramón Barea com Artexte
- Luis Bermejo com Armando
- Josean Bengoetxea com Benito
- Ane Gabarain com Beitia
- Tina Sáinz com Lourdes
- Bárbara Santa-Cruz com Natalia